# Otholobium stachyerum
Otholobium stachyerum är en tvåhjärtbladig växtart som först beskrevs av Christian Friedrich (Frederik) Ecklon och Carl Ludwig Philipp Zeyher, och fick sitt nu gällande namn av Charles Howard Stirton. Otholobium stachyerum ingår i släktet Otholobium och familjen ärtväxter. Inga underarter finns listade i Catalogue of Life.